# ثنائي ضوئي
الثنائي الضوئي (بالإنجليزية: Photodiode)‏ في الكهروضوئية هو نبيطة تستعمل في تحويل الضوء إلى كهرباء. ويستعمل في الدوائر الكهروضوئية كمستقبل إشارة. لكن في المستقبل، ربما يفقد الثنائي الضوئي وظيفته في حال دخلت الدوائر الضوئية سوق العمل، حيث ستزيح الدوائر الإلكترونية عن طريقها وبالتالي تلتغي الحاجة إلى تحويل الإشارة الضوئية إلى كهربائية، لإن الإرسال والاستقبال والمعالجة ستكون ضوئية خالصة.

## التمييز بين الثنائي الضوئي والخلية الشمسية
بما أن الثنائي الضوئي يحول الضوء (الموجات الكهرومغناطيسية إن تحرينا الدقة) إلى كهرباء. فإنه في ذلك كالخلايا الشمسية التي تحول الطاقة الضوئية القادمة من الشمس إلى طاقة كهربائية. فهما، أي الثنائي الضوئي والخلية الشمسية، يقومان بنفس العمل ويتشاركان نفس المبدأ. بل أن ذات النبيطة يمكن أن تعمل تارة كثنائي ضوئي وتارة كخلية شمسية. لكن الاختلاف يكمن في خصلتين.

### مجال العمل
مجال العمل. فالثنائي الضوئي يعمل في مجال الإتصالات ومعالجة الإشارات فيحول الإشارات الضوئية إلى كهربائية، بينما تشغل الخلايا الشمسية وظيفة توليد الكهرباء عن طريق تحويل الطاقة الشمسية إلى كهربائية، لذا تستعمل هذه النبيطة ككاشف ضوئي أكثر منه محول طاقة.

### التشغيل
يعمل الثنائي الضوئي تحت وضع التشغيل العكسي (الانحياز العكسي), بينما تترك الخلية الشمسية دون تشغيل (دون تسليط جهد عليها), لانها واجبها توليد الكهرباء وليس استهلاكه.

## مبدأ العمل
يقوم مبدأ هذه النبيطة على المفعول الكهروضوئي, فحين يسقط شعاع الضوء على النبيطة وتحديدا على منطقة العزل المكشوفة، فإن الفوتونات إذا امتلكت طاقة كافية لتجاوز فجوة النطاق فإنها تمنح طاقتها للإلكترون ليتمكن من كسر الرابطة التساهمية ويقفز من نطاق التكافؤ إلى نطاق التوصيل, بدوره سيخلف هذا الإلكترون فجوة إلكترونية ما يؤدي بالنهاية إلى مرور تيار مستمر بفضل ثنائي إلكترون-فجوة.
تتم عملية منح الطاقة بواسطة التآثر الكهرومغناطيسي, ويمكن التوصل إلى تركيز تلكم الإلكترونات والفجوات التي ستشكل التيار الضوئي عن طريق دراسة كثافة المستويات في نطاقي التكافؤ والتوصيل لتحديد الأماكن الشاغرة في كلا النطاقين ومن ثم تعيين الطاقة الضوئية الساقطة لكل فوتون عن طريق:
طاقة الفوتون = ثابت بلانك * التردد
بعد ذاك يجري الاستعانة بإحصاء فيرمي ديراك لتحديد احتمالية أن يقوم الإلكترون بتلقف طاقة الفوتون الساقط بما يعينه على تخطي فجوة النطاق والوصول لذلك المكان الشاغر.

## استعمالاته
تستعمل الثنائيات الضوئية كجهاز استقبال في الإتصالات الضوئية, يقوم بتلقف الإشارة الضوئية المحملة بالمعلومات والمنبعثة من مصدر ضوئي مثل الليزر أو الثنائي المضيء عبر الألياف الضوئية أو من خلال توجيه شعاع ساقط، ويتولى تحويلها إلى تيار مستمر محمل بذات المعلومات. ويمكن للثنائي الضوئي العمل في كافة النطاقات المستعملة في الاتصالات الضوئية مثل نطاق الأشعة المرئية أو الأشعة تحت الحمراء.
لتحويل الإشارة الضوئية إلى إشارة كهربائية يتم أولا تشغيل النبيطة على الوضع العكسي لسببين، الأول لمنع مرور تيار كهربائي داخلها باستثناء تيار النقع وتتفرغ النبيطة لنقل تيارالتحويل (يسمى أيضا تيار ضوئي). الثاني لتوسيع منطقة العزل بين قطبي الوصلة، لكي يسقط الضوء على منطقة أوسع فيتحسن الأداء طرديا.
لكن رغم ذلك، تسهم عملية التحويل هذه في فقد بعض المعلومات، وتختلف كمية الفقد حسب تركيب النبيطة ذاتها، ففي حال كانت النبيطة مركبة من وصلة ثنائية بحتة ((ثنائي تقليدي)) فإن تيار النقع الجاري دوما في النبيطة يتسبب في انخفاض دقة تحويل وزيادة الفقد بسبب التشويش, حيث يتداخل تيار النقع الذي لا يحمل أي معلومة مع تيار التحويل المحمل بالمعلومات وربما طغى عليه، الأمر الذي يهبط بنسبة الإشارة إلى التشويش إلى مستويات متدنية لا يمكن من خلالها استبيان المعلومة وقرائتها بشكل سليم.
يطلق على هذا التيار ((تيار الظلام)) لإنه يجري داخل النبيطة سواء سقط ضوء أم لم يسقط، ولحل معضلته، يتم تقليص أثر تيار النقع الداخلي بإحدى وسيلتين، إما تقليل التيار أو تكبير الإشارة:

### الطريقة الأولى
تتم عن طريق اللجوء إلى إيجاد منطقة عزل بين القطبين الموجب والسالب بواسطة تقليل كمية التشويب, وخلال التشغيل العكسي تتسع منطقة العزل بدورها فتقل كمية تيار النقع ويتحسن الاستقبال. تدعى هذه الوصلة المعدلة بوصلة ثلاثية.

### الطريقة الثانية
باستعمال ثنائي تأثلي يقوم بمضاعفة قوة الإشارة أكثر من مرة باستخدام خاصية توجد لدى العوازل والنبائط يطلق عليها ((انهيار تأثلي)) وهي مشابهة في تأثيرها لكرة الثلج حين تتدحرج وسط انهيار ثلجي حيث يتضخم حجمها بسرعة.

## صناعته ومواده
يصنع الثنائي الضوئي مثل بقية الثنائيات، إما من السيليكون أو من زرنيخيد غاليوم ثلاثي أو من زرنيخيد إنديوم غاليوم.
| المادة           | (الطول الموجي بالنانومتر (nm) |
| ---------------- | ----------------------------- |
| السيليكون        | 190 - 1100                    |
| جرمانيوم         | 800 - 1700                    |
| زرنيخيد الغاليوم | 800 – 2600                    |